# Herrarnas räck i gymnastik vid olympiska sommarspelen 1984
Herrarnas räck i gymnastik vid olympiska sommarspelen 1984 avgjordes den 29 juli till 4 augusti i Los Angeles.

## Medaljörer
| Gren           | Guld                 | Silver        | Brons               |
| Herrarnas räck | Shinji Morisue Japan | Tong Fei Kina | Koji Gushiken Japan |

## Resultat
| Placering | Gymnast                | C      | O      | Kval   | Final  | Totalt |
| --------- | ---------------------- | ------ | ------ | ------ | ------ | ------ |
|           | Shinji Morisue (JPN)   | 10,000 | 10,000 | 10,000 | 10,000 | 20,000 |
|           | Tong Fei (CHN)         | 10,000 | 9,950  | 9,975  | 10,000 | 19,975 |
|           | Koji Gushiken (JPN)    | 10,000 | 9,900  | 9,950  | 10,000 | 19,950 |
| 4         | Lou Yun (CHN)          | 9,950  | 9,950  | 9,950  | 9,900  | 19,850 |
| 4         | Peter Vidmar (USA)     | 9,950  | 9,950  | 9,950  | 9,900  | 19,850 |
| 4         | Timothy Daggett (USA)  | 9,900  | 10,000 | 9,950  | 9,900  | 19,850 |
| 7         | Marco Piatti (SUI)     | 9,900  | 9,900  | 9,900  | 9,900  | 19,800 |
| 8         | Daniel Wunderlin (SUI) | 9,850  | 9,900  | 9,875  | 9,800  | 19,675 |